# AKB48
AKB48 (エーケービー フォーティーエイト?) es un grupo japonés de cantantes femeninas (Idols) producido por Yasushi Akimoto. Sus integrantes, cuyo número no es fijo y varía constantemente, son divididos en cuatro equipos: Team A, Team K, Team B y Team 4. Adicionalmente tiene un equipo paralelo patrocinado por la empresa Toyota, Team 8. Al contrario que otros grupos de idols en Japón, AKB48 tiene su base en un teatro, situado en Akihabara (un distrito de Tokio), donde actúan varias veces a la semana. Su nombre es un juego de palabras que proviene de AKiBa (AKB), que hace mención a Akihabara, y el 48, el número de integrantes que iba a poseer el grupo en un principio. AKB48 tiene el récord mundial Guinness por ser el grupo con más integrantes del mundo.
Por primera vez en 2009, se permitió que los aficionados votaran para elegir a los miembros que participarían en la grabación del próximo sencillo de AKB48. En el 2010, un nuevo método de selección innovador apareció; las chicas compitieron entre sí en un torneo de piedra, papel o tijera para estar en el próximo sencillo, este torneo es llamado "Janken Taikai" o "Torneo Janken" en español. Actualmente se han realizado 8 "Torneos Janken", realizándose el último el 24 de septiembre del año 2017. Otro nuevo método de selección de miembros es el "Draft Kaigi", donde las capitanas de los equipos eligen nuevas miembros novatas, sin que estas tengan que pasar por el proceso de convertirse en aprendices. El último "Draft Kaigi" fue realizado el 21 de enero de 2018, en el Tokyo Dome City Hall, siendo esta la tercera edición. El grupo ha alcanzado una enorme popularidad en Japón. Sus veinte últimos sencillos encabezaron consecutivamente el ranking semanal en Oricon. Beginner y Heavy Rotation, respectivamente, primero y segundo en la lista de sencillos de Japón de mayor venta para el año 2010, mientras que Everyday, Kachūsha, Sakura no Ki ni Narou, Flying Get, y Kaze wa Fuiteiru lideraron el ranking de 2011. GIVE ME FIVE!, Manatsu no sounds good!, Gingham Check y UZA lo lidera en 2012. El último sencillo en liderar el ranking Oricon fue Tsubasa wa Iranai en 2016. El grupo ha vendido más de 56 millones de copias, convirtiéndolo en el grupo femenino más popular y con mayores ventas en la historia de Japón.

## Historia

### 2005

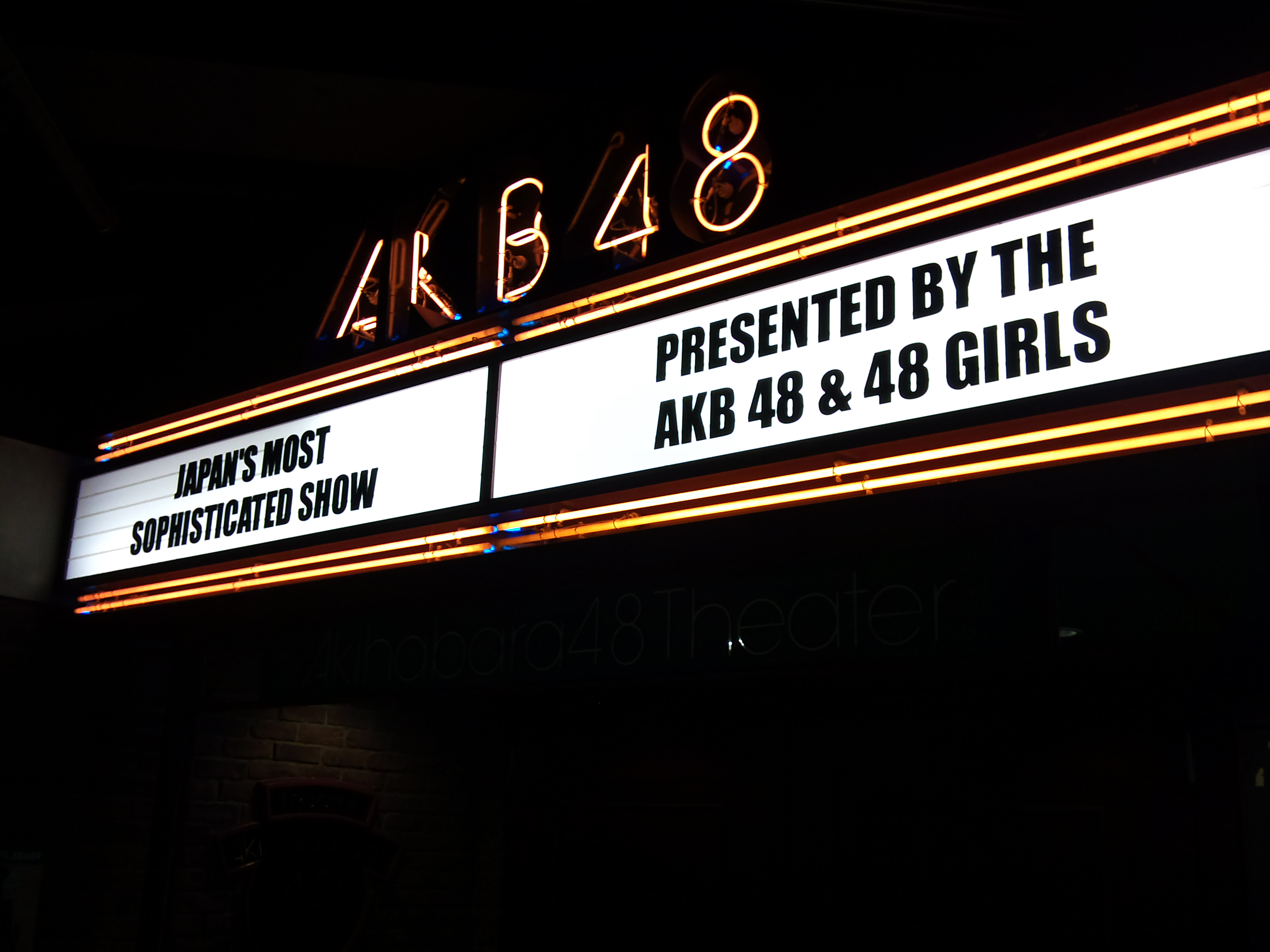
Teatro de AKB48, Akihabara, Tokio.

En julio de 2005, Yasushi Akimoto creó una audición para un nuevo teatro basada en grupo de chicas idols De las 7.924 niñas que audicionaron, 45 pasaron la primera ronda de tras un estudio detallado de los documentos de solicitud. Por último, solo 24 niñas fueron elegidas para estar en el grupo.
Se planeaba que el 1 de diciembre de 2005 debutaran las niñas escogidas, pero ellas se sentían inseguras, y se decidió dar 1 semana más para que ellas puedan practicar. Finalmente, el 8 de diciembre de 2005, el grupo debutó en el teatro con tan sólo 20 chicas que más tarde se nombraron como el Team A. Una nueva audición se anunció, la cual se llevó a cabo en cooperación con la compañía de telecomunicaciones japonesa NTT DoCoMo. Fue la primera audición en que los solicitantes tenían que enviar su vídeo de audición con sus teléfonos móviles. 19 de 11.892 candidatas fueron elegidas para unirse a AKB48, pero al final solo 18 chicas se unieron al grupo para convertirse en el Team K en abril del 2006

### 2006: Creación y primeros lanzamientos
En enero de 2006, Akimoto dejó que Mariko Shinoda se uniera al grupo sin tener que pasar una audición, después de ganar un voto de popularidad por los fanes, ya que ella trabajaba en el café que se encontraba en el edificio Don Quixote, y no había podido asistir a las audiciones ya que debía trabajar.
AKB48 lanzó su primer sencillo "Sakura no Hanabiratachi" en febrero de 2006, que llegó al #10 en las listas Oricon y vendió 22.011 unidades en su primera semana.
El 1 de marzo AKB48 lanzó su álbum de fotos, Micchaku! "AKB48" ~Shashinshuu Vol. 1 the DEBUT. El 31 de marzo Yuki Usami se graduó, convirtiéndose en el primer miembro en hacerlo.

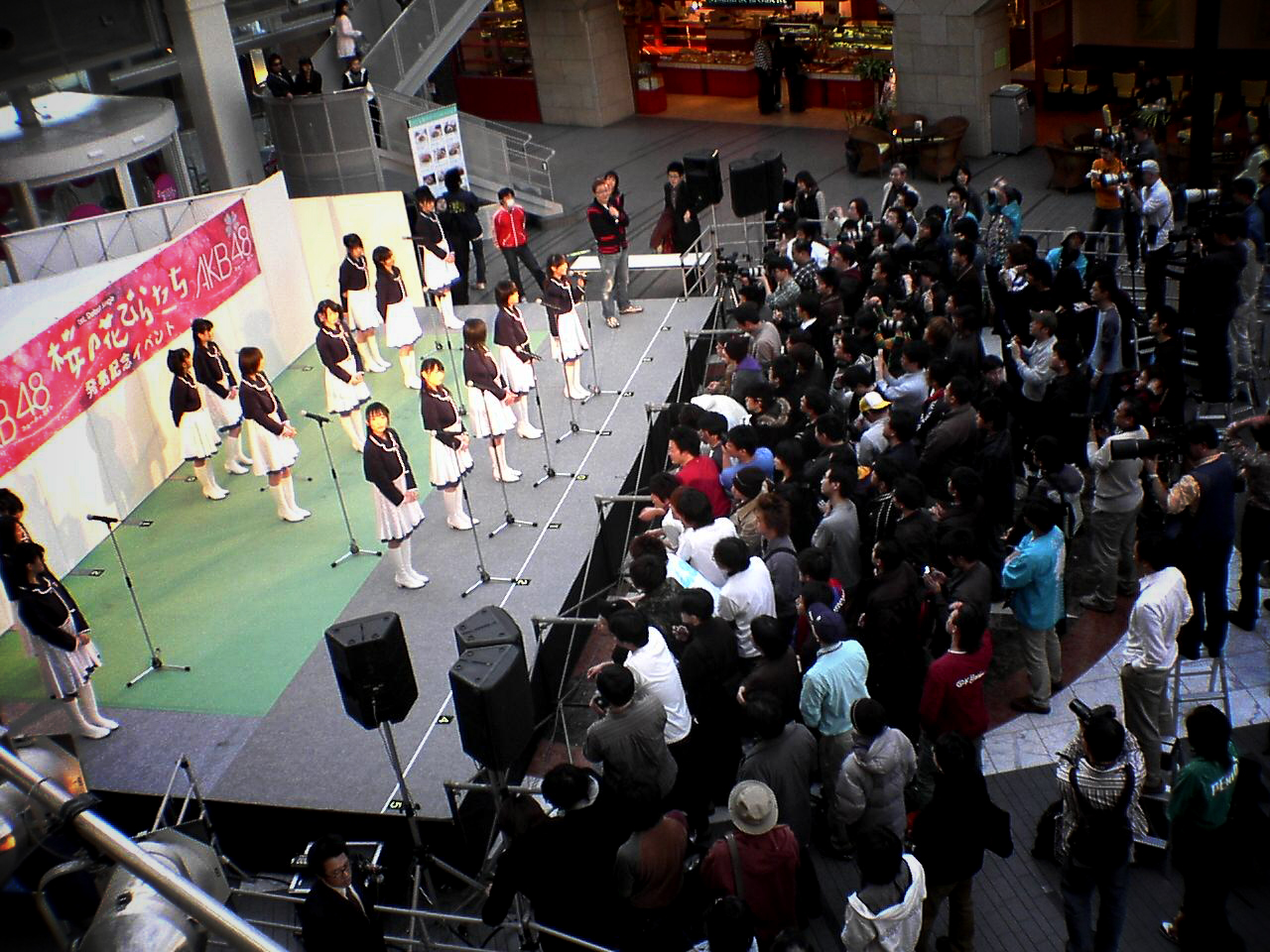
AKB48 preparándose para su debut major, el 26 de marzo de 2006.

1 de abril de 2006, el Team K comienza sus actuaciones en el teatro,
El 7 de junio lanzaron su segundo sencillo indie "Skirt, Hirari", y tuvieron sus primeras presentaciones en programas de televisión, el 9 de junio se graduó Ayako Uemura.
En agosto de 2006, se firmó un contrato importante con el sello DefSTAR, una parte de Sony Music Entertainment. Su primer sencillo bajo DefSTAR "Aitakatta", fue lanzado el 25 de octubre de 2006 y llegó a #12 en el Oricon solo ventas semanales. "Aitakatta" vendió 25.544 copias durante las primeras 6 semanas.
En octubre de 2006, una nueva audición se anunció para formar el Team B, con esto se logró la llegada de 13 nuevos miembros en diciembre de 2006.
El 3 y 4 de noviembre del 2006, AKB48 realiza su primer concierto "AKB48 First Concert: Aitakatta ~Hashira wa Nai ze!~" En Nippon Seinenkan en Sendagaya, de Shinjuku. En diciembre de 2006, se lleva a cabo el primer cambio hecho para los tres Teams, la transferencia de Kazumi Urano, Watanabe Shiho y Hirajima Natsumi del Team A al Team B. Ayumi Orii se gradúa, después de esto se creó la sub-unit temporal Crayon Friends from AKB48.

### 2007: Major Debut y periodo DefStar Records
El 31 de enero de 2007, AKB48 lanza su cuarto sencillo (el segundo en DefSTAR) "Seifuku ga Jama o Suru", hasta llegar a # 7 en las listas de Oricon. Se especuló que el PV y las letras de esta canción es una alusión al enjo kosai (prostitución voluntaria de menores), aunque esto no ha sido confirmado.
El 2 de marzo, se lanza el segundo Photobook de AKB48 "JUMP&CRY", las fotos fueron tomadas por Kishin Shinoyama.
Su siguiente sencillo, "Keibetsu Shiteita Aijō", que fue lanzado el 18 de marzo, contó con un tema del acoso escolar y el suicidio a través de las letras y la energía fotovoltaica, llegó #8 en las listas Oricon. Luego comenzó la segunda gira de conciertos, "AKB48 Haru no Chotto dake Zenkoku Tour ~Madamada daze AKB48!~" el 10 de marzo.
En abril de 2007, el Team B se añadió en la web oficial AKB48, con cinco miembros menor a lo que se había anunciado, se llevó el número de integrantes de 53 a 48 -por primera vez desde su creación, reflejando el número total de integrantes en el nombre del grupo-. Yū Imai, Michiru Hoshino, y Takada Ayana se graduaron en junio de 2007. Sin embargo, Takada era la única de estas que aparecía en el PV del sexto sencillo "BINGO!", que fue lanzado el 18 de julio de 2007.
En octubre y noviembre, Shiho Watanabe y Masuyama Kayano se graduaron.
El 31 de diciembre de 2007, 43 miembros de AKB48 aparecieron en el 58th Annual Kōhaku Uta Gassen por primera vez. Cantaban como parte de la actuación de Akihabara, con Leah Dizon y Shoko Nakagawa. Se convirtió en el mayor número de personas en un solo grupo estando en el escenario al mismo tiempo.

### 2008: Debut en King Records, y primer lugar en Oricon
En el día de año nuevo, AKB48 Lanza su primer Álbum de Estudio titulado Set List: Greatest Songs 2006–2007., Después salió su Séptimo sencillo "Romance, Irane". Debutando en el número # 6 en Oricon.
El 27 de febrero de 2008, AKB48 lanzó su décimo sencillo, titulado "Sakura no Hanabiratachi 2008". En el momento del lanzamiento de su sencillo debut "Sakura no Hanabiratachi" en el año 2006, solo hubo un Team en AKB48. Esta nueva versión cuenta con sólo diez miembros del Team A, junto con otros seis miembros seleccionados del Team K, y cinco miembros elegidos del Team B. En agosto de 2008, se trasladaron de DefSTAR de Sony Music Entertainment a King Records.
En agosto de 2008, Ayaka Kikuchi fue despedida, por un escándalo que surgió al revelarse unas fotos de ella con su novio, aunque más tarde fue contratada a través de otra audición, volviendo a ser parte del grupo como una Kenkyuusei.
El 22 de octubre de 2008, el sencillo "Ōgoe Diamond" fue lanzado por King Records, y terminó la primera semana en el número #3 en las listas de Oricon. Fue el primer sencillo de AKB48 que llegó a los tres primeros de la lista, en este sencillo, además, se integra por primera vez una miembro del grupo hermano SKE48 (el cual fue creado poco tiempo antes), Jurina Matsui, quien comparte el puesto de chica centro junto a Atsuko Maeda.
El 3 de noviembre de 2008, Rina Nakanishi, Komatani Hitomi, Ohe Tomomi, Narita Risa, y Hana Tojima se gradúan.

### 2009: Elecciones Generales

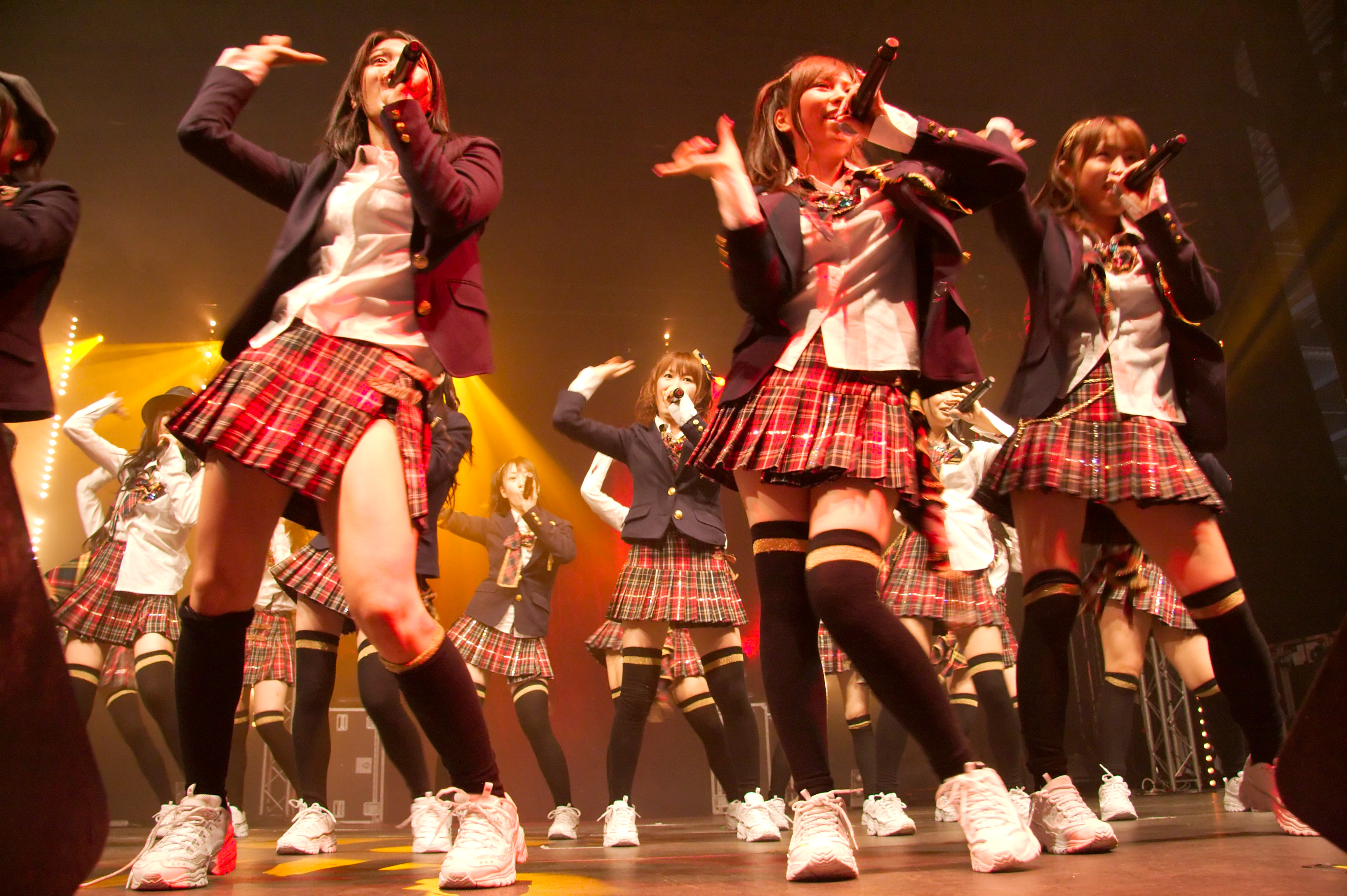
AKB48 en Japan Expo, París, 2009.

El 11 de febrero, Reina Noguchi, Matsuoka Yuki y Nozomi Kawasaki se graduaron, el concierto de graduación de estas chicas fue "AKB48 Masaka, Kono Concert no Ongen wa Ryuushutsushinai yo ne?".
AKB48 lanza su once sencillo "10nen Zakura", el 4 de marzo de 2009. El sencillo llegó al #3 lugar en las listas Oricon en la primera semana y, finalmente, se convirtió en el primer sencillo para ellos vender más de 100.000 copias en las listas Oricon.
El 26 de abril, Mai Oshima y Kaoru Hayano se gradúan. El 24 de mayo, Risa Naruse se gradúa.
AKB48, El Team A se convirtió en el invitado de honor de la Japan Expo de París, entre el 2 a 5 de julio de 2009, y cantaron una versión en inglés de "Ōgoe Diamond" por primera vez.
El 12.º sencillo de AKB48, "Namida Surprise!", Fue lanzado el 24 de junio, el sencillo incluye el ticket para un evento y una tarjeta de votación (con un número de serie) para su próximo sencillo. "Namida Surprise!" vendió 104.180 copias en la primera semana en las listas Oricon.
El 13.er sencillo "Iiwake Maybe", lanzado el 26 de agosto de 2009, toma el primer lugar en la lista de sencillos de Oricon diario, pero finalmente clasificó #2 en cuanto a ventas semanales, además, este es el primer sencillo en el cual se utiliza el método conocido en español como "Elección Senbatsu", en el cual los fanáticos pueden votar por quién será la chica centro en el sencillo.
AKB48 tuvo su concierto debut en EE. UU. en el Webster Hall de Nueva York el 27 de septiembre de 2009.
En octubre de 2009, sus tres sencillos "10nen Zakura", "Namida Surprise!" y "Iiwake Maybe" fueron de disco de oro certificado por la Asociación de la Industria Discográfica de Japón, Su sencillo decimocuarto, "River", fue lanzado el 21 de octubre de 2009, y alcanzó el número 1 en Oricon en su debut.

### 2010: Cuatro sencillos consecutivos alcanzan el primer lugar en ventas
AKB48 y su decimoquinto sencillo, "Sakura no Shiori", lanzado el 17 de febrero de 2010, encabezó la lista Oricon, y vendió más de 300.000 copias en su primera semana, el cual es el mejor récord en siete años de artistas japoneses femeninas. Su decimosexto sencillo, "Ponytail to Shushu", lanzado el 26 de mayo de 2010, vendió más de 400.000 copias en su primer día, y más de 513.000 copias en su primera semana, convirtiéndose en la mayor venta de AKB48 en su primera semana. El 27 de abril de 2010, se anunció que AKB48 asistiría a la Anime Expo en Estados Unidos, la mayor convención de anime, como invitados de honor oficial. AKB48 actuó en un concierto el 1 de julio de 2010, en el Teatro Nokia.

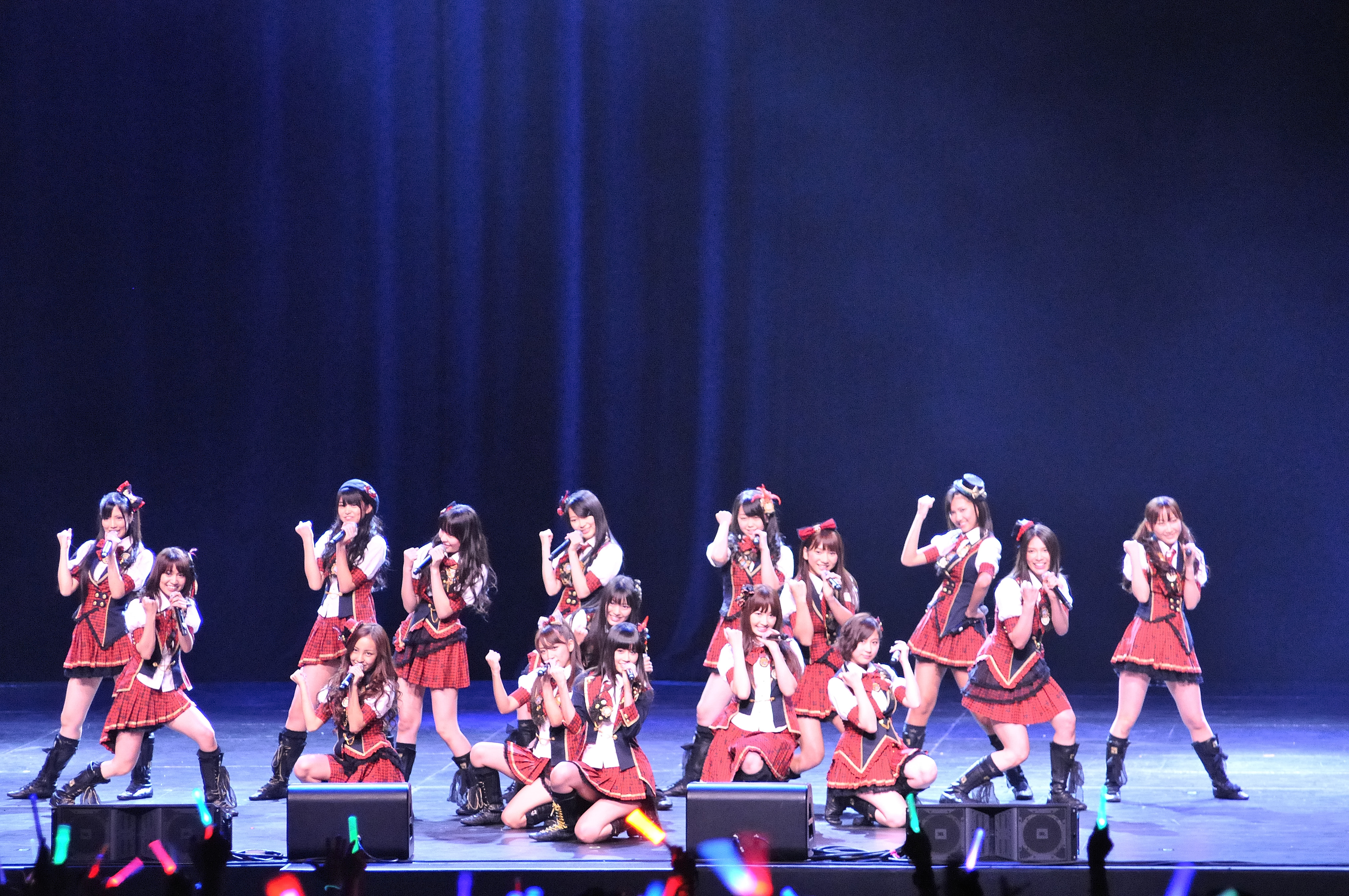
AKB48 en vivo Los Ángeles, 1 de julio de 2010.

En el concierto de AKB48 en el Yoyogi National Gymnasium el domingo de julio de 2010, se anunció que Erena Ono se graduaría de AKB48 para estudiar actuación en el extranjero.
En junio de 2010, el 17 sencillo Elección Senbatsu se llevó a cabo. AKB48 Team K Oshima Yuko tomo primer lugar. El 17 sencillo se llama "Heavy Rotation".
El 23 de octubre la banda representó a Japón y actuó en el 7th Asia Song Festival, organizado por la Fundación Coreana para el Intercambio Internacional, en el Seoul Olympic Stadium.
El 27 de octubre, AKB48 lanzò su 18 sencillo "Beginner". En solo la primera semana, el 18 º sencillo vendió 826.989 copias por lo que es el más alto en ventas la primera semana de AKB48, así como mayor semana de ventas por primera vez para un grupo ídol femenino.
A finales de octubre Mayu Watanabe apareció en la portada de la edición de diciembre de la revista UP to boy junto con Airi Suzuki de "Cute". Esa fue la primera colaboración entre Hello! Project y AKB48.
En noviembre de 2010, AKB48 realizó una performance en Rusia por primera vez. Un equipo de 12 miembros, dio un concierto el 20 de noviembre en el Festival de Cultura Pop Japonesa, que tuvo lugar en Moscú. También en noviembre de 2010, AKB48 llevó a cabo una presentación en Singapur como parte de la Anime Festival Asia X. Luego otra presentación, también en Singapur en los Juegos de Singapur Toy & Convention Comics.

### 2011: Aumento en ventas y expansión al extranjero
El primer sencillo del año, "Sakura no Ki ni Narou", fue lanzado el 16 de febrero. El primer día de ventas, vendió 655.000 copias, superando su récord anterior (568.000 copias de "Beginner"). El sencillo vendió 826.989 copias en su primera semana, el más alto registro de AKB48.
En febrero, se anunció que Yuki Kanazawa y Manami Oku se graduaban del grupo.
Su segundo álbum de estudio, llamado "Koko ni Ita Koto" (ここ に いた こと), se anunció el 21 de febrero de 2011. Contiene 11 nuevas canciones que nunca fueron lanzadas antes, incluyendo "Koko ni Ita Koto", cantada por AKB48 y sus grupos hermanos SDN48, SKE48 y NMB48. Fue programado para ser lanzado en Japón el 6 de abril de 2011.
El 12 de marzo de 2011, se anunció en su blog que el Teatro AKB tendrá que cerrar debido al Terremoto y tsunami de Japón de 2011, y todos los eventos públicos fueron cancelados hasta nuevo aviso. Dos días más tarde, se anunció en su blog oficial que su concierto "Takamina ni tsuite ikimasu" (た か みな に ついて行きます?, Lit. "Nosotros seguiremos a Takamina"), que se celebraría desde el 25 hasta 27 de marzo en Yokohama Arena, sería cancelado. Se abrió una cuenta bancaria para recaudar fondos para ayudar debido al terremoto y tsunami, como parte de su proyecto denominado "Dareka no Tame ni" (誰 か の ため に. "¿Qué puedo hacer por alguien?") Bajo este proyecto, que utiliza la Yokohama Arena para sus eventos de caridad, fueron dos días que comenzó el 26 de marzo de 2011.
12 de sus principales miembros asistieron a Okinawa International Movie Festival en el mismo día con el mismo propósito. Tres días después, se anunció que ¥500 millones serán donados por AKB48, SKE48, SDN48 y NMB48, y su productor Yasushi Akimoto de estas cuentas bancarias. Ese mismo día, se anunció el aplazamiento de su segundo álbum.
Parte de las ganancias de las ventas del álbum se donaron a las víctimas de este desastre. También se anunció que el grupo llevaría a cabo una elección senbatsu para determinar los miembros que participarían en su sencillo 22. El 1 de abril, también lanzaron un sencillo, "Dareka no Tame ni (¿Qué puedo hacer por alguien?)" (誰 か の ため に-What can I do for someone?-) a través de la página web Recochoku como descarga digital, y donaron todos las ganancias a los afectados por el terremoto y tsunami. "Dareka no Tame ni" fue grabada originalmente en un álbum en vivo lanzado en 2007.
El 8 de abril, Manami Oku se graduó después de realizar una presentación del Team B el mismo día.
El 1 de mayo, un nuevo grupo llamado HKT48 fue anunciado, está basado en Fukuoka, en Kyushu, y su teatro se establecerá en el Centro Comercial Ciudad Halcones de Fukuoka Chuo Ward. Actualmente el teatro fue trasladado a Nishitetsu Hall, en Tenjin.

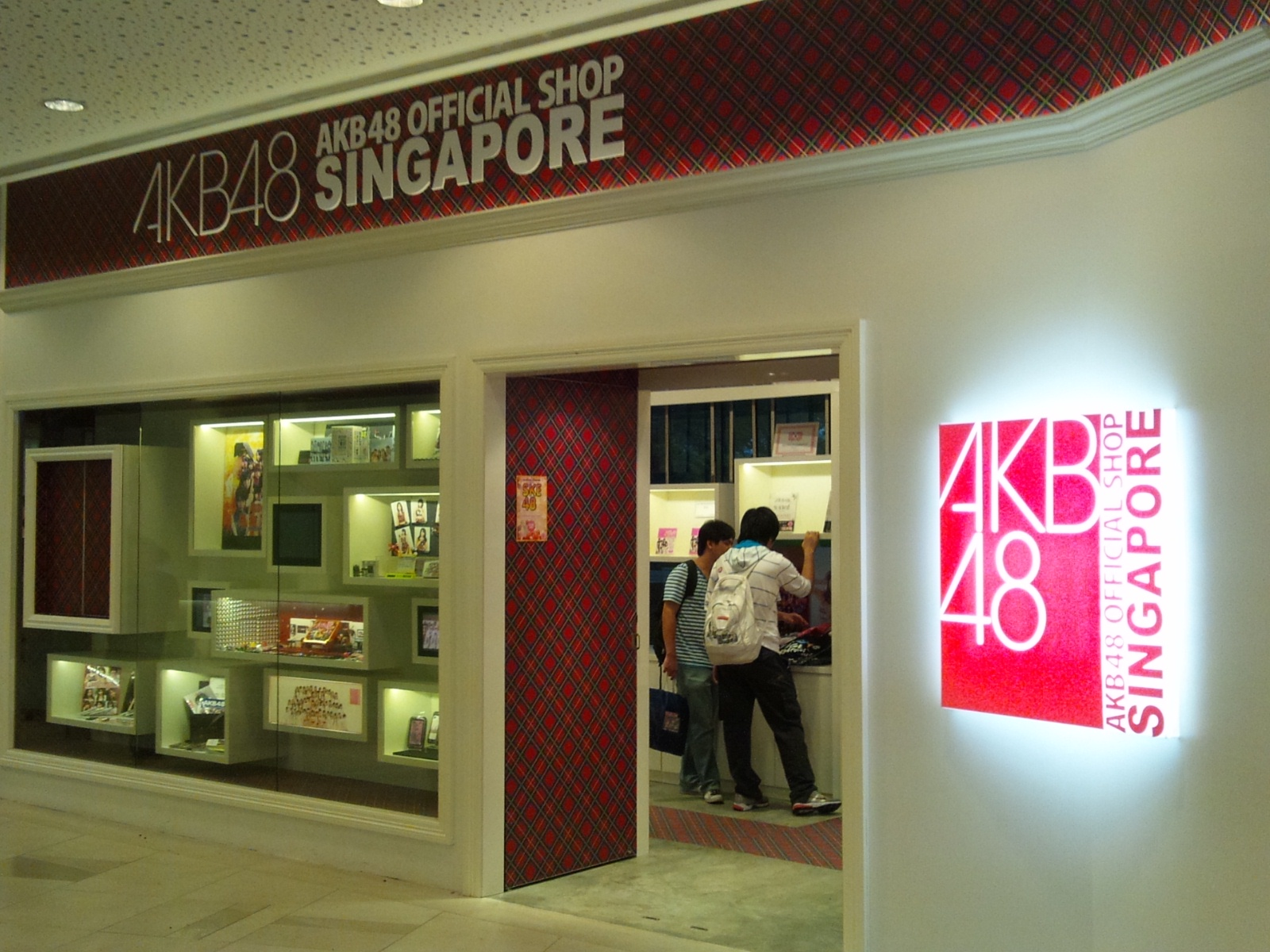
Tienda Oficial de AKB48, Singapur, 2011.

El 3 de mayo The Straits Times informó que el primer teatro en el extranjero de AKB48 será abierto en Singapur. 6 miembros de AKB48 y grupos de hermanos se presentaran en conciertos durante dos días en un mes, con dos actuaciones cada día. Aparte del teatro, también habrá una tienda de AKB48 Oficial donde los fanes pueden comprar mercancía oficial además del café "AKB48 Coffe".
El blog personal de AKB48 ha anunciado que las "Kenkyuusei" Nau Yamaguchi y Ushikobu Sara dejan el grupo por razones no reveladas, Se llevará a cabo su último evento como miembros el 19 de junio.
El 25 de mayo, AKB48 fueron anfitrionas y animadoras del MTV Video Music Awards Japan donde presentaron a artistas de todo el mundo, también abrieron el espectáculo con una pequeña presentación, siendo el plato de fondo del evento.
AKB48 lanzó su sencillo 21.º titulado "Everyday, Kachūsha (Todos los días, un cintillo)" el 25 de mayo de 2011. En su día de lanzamiento 942.475 copias fueron vendidas y 1.333.969 de copias en la primera semana por lo que es el más alto récord de la primera semana de ventas solo en Japón hasta esa fecha. Más tarde, el 7 de junio, AKB48 anunció un nuevo Team llamado "Team 4" seguido de su gira nacional de conciertos en Japón. El equipo estaba formado por diez miembros.
El 11 de junio de 2011, se anunció en un evento que Aimi Eguchi, una chica que supuestamente había audicionado para NMB48, se uniría a AKB48 como aprendiz. Más tarde se reveló que Aimi Eguchi no era una persona real, y que había sido creada para promover el producto de Glico Ice no Mi.
Oricon anunció el 22 de junio de 2011 que AKB48 logró las mejores ventas del álbum del primer semestre de 2011 en su ranking de ventas. Para el período del 27 de diciembre de 2010 y el 20 de junio de 2011 AKB48 obtuvo ¥ 6660 millones en ventas totales de todas sus mercancías.
En un anuncio hecho el 28 de junio de 2011, el productor Yasushi Akimoto reveló que creará un grupo para convertirse en "rival oficial" de AKB48. El grupo se denominó Nogizaka46 (乃 木 坂 46) y debutaría con aproximadamente 20 miembros, Yasushi Akimoto reveló que se asoció con Sony Music Japan para producir este nuevo grupo, cuyas audiciones para los miembros comenzaron a finales de ese mismo año.
AKB48 lanzó su 22.º sencillo el 24 de agosto de 2011. Los resultados de la votación Senbatsu llevada a cabo previamente decidió las participantes de este sencillo, y los resultados se dieron a conocer el 9 de junio de 2011. Atsuko Maeda ganó la primera posición en este Senbatsu. El nombre del sencillo es "Flying Get" (フライング ゲット) El 29 de junio de 2011. AKB48 también lanzará su sencillo número 23 en octubre de 2011 y su sencillo número 24 en diciembre de 2011. Las participantes del 24.º sencillo serán elegidas en un torneo de Janken.
Dos Kenkyuuseis, Abe Maria y Anna Iriyama, se añadieron al "Team 4" el 23 de julio de 2011, Al mismo tiempo, es elegida la capitana del Team 4, Oba Mina.
AKB48 lanzó su 23.er maxisencillo (25 en total), "Kaze wa Fuiteiru", el 26 de octubre de 2011. El sencillo vendió 1.045.937 copias en el primer día de lanzamiento, estableciendo un nuevo récord para las ventas de primer día, superando el récord anterior establecido por "Flying Get", además, la letra de esta canción está dirigida hacia las víctimas del Terremoto y tsunami de Japón de 2011

### 2012: Graduación de Atsuko Maeda, nuevos Teams y transferencias
AKB48 tendrá su primera serie de anime llamada AKB0048. Esta serie de anime será dirigida por Yoshimasa Hiraike, mientras que Yasushi Akimoto estará a cargo de su planificación y supervisión de la producción.
El día 25 de marzo de 2012 en el concierto de Saitama Super Arena la integrante más popular del grupo y la chica centro, Maeda Atsuko, anuncia su graduación. Dicha graduación se llevará a cabo en días consecutivos después de los conciertos en el Tokyo Dome, los cuales se llevarán a cabo los días 24,25 y 26 de agosto de 2012.
Se lanzó el sencillo n°26 de AKB48, "Manatsu no Sounds Good!" el día 23 de mayo. Convirtiéndose en el sencillo de AKB48 con más ventas en su primer día con 1,170,554 ventas. En este disco venía el ticket para votar en la próxima elección senbatsu.
El 6 de junio, se realizó la 4.ª elección senbatsu, en la cual los fanes pueden votar para elegir a la alineación senbatsu para el sencillo n°27, el primer lugar se lo llevó Yuko Oshima convirtiéndose en la chica center por segunda vez en esta elección, la primera vez fue en el sencillo n°19 "Heavy Rotation", en la 2.ª Elección Senbatsu.
En un anuncio hecho en el Tokyo Dome el 24 de agosto de 2012, El Gerente del teatro AKB48, Togasaki Tomonobu, reveló que Takahashi Minami es nombrada como Gerente General de AKB48, además se anunció cambios de capitanías, disolución del Team 4 y que las miembros de ese Team con algunas Kenkyuuseis, estarán en los Teams A, K, B, además de esto se anunciaron transferencias de algunas miembros a otros grupos, como HKT48 y sus 2 grupos internacionales: el grupo de Yakarta, JKT48 y el grupo de Shanghái, SNH48.

El día 27 de agosto se graduó Atsuko Maeda, la chica principal del grupo, dejando el lugar de la "Center" de AKB48 vacío. Yuko Oshima ocupa su puesto hasta las próximas elecciones generales.
Se anunció que AKB48 cantaría una de las canciones de la película de Disney Wreck-It Ralph. Esta canción lleva por nombre "Sugar Rush".
El 17 de diciembre en el concierto "AKB48 Kouhaku Utagassen 2012" se lleva a cabo la graduación de Yuka Masuda al romper las reglas por salir con un chico, dejando también la sub-unit DiVA, a la vez, en este mismo concierto, Tomomi Kasai anuncia su graduación, la cual se llevaría a cabo el 3 de mayo del próximo año.

### 2013: Graduación de Mariko Shinoda y Tomomi Itano, Centerato de Rino Sashihara
En el 31 de enero, horas después de que el tabloide semanal Shukan Bunshun publicó un artículo que dijo que Minami Minegishi había pasado una noche en casa de un miembro de la boyband Generations, Minegishi fue degradada a Kenkyuusei (Aprendiz). El mismo día, en un vídeo subido a YouTube vía el canal oficial del grupo, ella suplicó a la administración de dejarla en AKB48 y disculpó ante sus fanes por su conducta irreflexiva. En el vídeo Minegishi apareció con un corte de pelo militar y explicó que se cortó el pelo en un estado de shock inducido por la lectura del artículo, el vídeo es eliminado tiempo después debido a la gran controversia y diversos rumores en páginas webs.
El 28 de abril, durante el concierto AKB48 Group Rinji Soukai en el Nippon Budokan, se anunció otra serie de transferencias de equipos, siendo las más notables las de tres de las cuatro chicas que se encontraban en grupos extranjeros volviendo a sus antiguas posiciones en AKB. En ese mismo concierto, Moeno Nito y Tomomi Kasai dieron sus últimos conciertos con el grupo, y se anunció una gira de AKB por los 5 grandes "domos" de Japón.
El 22 de mayo, salió a la venta "Sayonara Crawl", sencillo n.º 31 del grupo que logró vender 1,450,880 en su primer día en el mercado, superando el récord de "Manatsu no Sounds Good!".
En la quinta Elección Senbatsu, Oshima Yuko quedó en segundo lugar con 136.503 votos perdiendo el lugar de la chica Center contra Sashihara Rino con 150.570 votos. Mariko Shinoda anuncia su graduación en pleno discurso de agradecimiento a su quinto lugar en las elecciones.
El 20 de julio se realiza el primero de los 11 conciertos titulados "AKB48 5 Big Dome Concert Tour", en el cual se presentan en 5 conocidos domos de Japón, partiendo en el Fukuoka Dome, en el 2.º día el 21 de julio, se gradúa Mariko Shinoda.
El 21 de agosto sale a la venta el sencillo n°32 titulado "Koi Suru Fortune Cookie" (恋するフォーチュンクッキー), en el cual Sashihara Rino es chica centro, elegida por la 5.ª Elección Senbatsu, vendiendo 1,095,894 copias el primer día, terminando la semana con 1,330,432 copias vendidas, los grupos hermanos en el extranjero JKT48 (en Indonesia) y SNH48 (en China) sacan sus propias versiones de este sencillo.
El 22 de agosto se gradúa Sayaka Akimoto en la serie de conciertos "AKB48 5 Big Dome Concert Tour", el 25 se gradúa Tomomi Itano en la misma serie de conciertos, en el último día de esta serie, se anunció la restauración del Team 4, con Minami Minegishi como capitana y las Kenkyuuseis de la decimotercera y decimocuarta generación que aún no habían sido promocionadas como miembros.
El 18 de septiembre se realiza el cuarto Torneo Janken, en el cual Jurina Matsui sale ganadora y se presenta por primera vez el sencillo n°33 llamado "Heart Electric" o "Heart Ereki" (ハート・エレキ) con Haruna Kojima como chica centro.
El 10 de noviembre se celebró el Draft Kaigi, un nuevo evento mediante el cual las capitanas de los equipos del grupo 48 eligen varias chicas novatas directamente, sin que estas tengan que convertirse en aprendices para unirse al grupo. 20 chicas fueron escogidas, 9 quedaron fuera y 1 se retiró antes del evento.
El 11 de diciembre salió a la venta el sencillo "Suzukake no Ki no Michi de "Kimi no Hohoemi o Yume ni Miru" to Itte Shimattara Bokutachi no Kankei wa Dō Kawatte Shimau no ka, Bokunari ni Nannichi ka Kangaeta Ue de no Yaya Kihazukashii Ketsuron no Yō na Mono" abreviado "Kimi no Hohoemi wo Yume ni Miru" o "Suzukake Nanchara", en el cual Matsui Jurina es chica centro al salir ganadora en el torneo Janken realizado en septiembre.
Durante el Kouhaku Uta Gassen de NHK celebrado el 31 de diciembre, Yuko Oshima anunció que se graduaría del grupo.

### 2014: Graduación de Yuko Oshima y Centerato de Mayu Watanabe
En marzo se anunció una colaboración con la empresa de dulces Glico Papico, que patrocinaría el evento "Otona AKB". El grupo comenzó audiciones para buscar a una nueva miembro temporal de más de 30 años de edad, que participaría en eventos y anuncios y sería la estrella principal del anuncio de AKB con la empresa. La ganadora fue Mariko Tsukamoto, ama de casa de 38 años, quien participaría en diversas actuaciones del Team 4 en el teatro desde abril hasta septiembre. También fue la chica centro de la canción del anuncio, "Oshiete Mommy".
En abril se anunciaron las miembros de un nuevo equipo del grupo (aunque más bien es considerado como un grupo hermano no oficial, por su gran tamaño), el Team 8, patrocinado por la empresa de automóviles Toyota. Este equipo se compone por 47 chicas, cada una procedente de una de las prefecturas de Japón.
En mayo Anna Iriyama y Rina Kawaei, así como un miembro del equipo, fueron atacadas con un cuchillo por un hombre de 24 años de edad. durante un evento en la ciudad japonesa de Takizawa, prefectura de Iwate, Ambas miembros pasaron varios meses de baja y se reincorporaron al grupo tras recuperarse de sus heridas. El joven infractor finalmente fue sentenciado a cumplir pena de cárcel.
En la sexta elección senbatsu, la ganadora fue Mayu Watanabe. El 27 de agosto salió el sencillo "Kokoro no Placard" con ella como chica centro. Con Mayu como ganadora, la lista se amplia a 4 integrantes hasta el momento que han logrado tomar el primer lugar en estas elecciones.
El 6 y 7 de junio se celebró un concierto en el estadio Ajinomoto durante el cual se celebró la graduación de Yuko Oshima.
El 4 de julio se estrenó el cuarto documental sobre el grupo, llamado "Documentary of AKB48 The Time has Come, shoujotachi wa, ima, sono senaka ni nani wo omou?", Los principales temas tratados en el documental son la graduación de Yuko Oshima y el ataque a Anna Iriyama y Rina Kawaei.
En agosto se anunció una colaboración con la empresa de trabajo a tiempo parcial Baitoru, en la cual el grupo contrataría a varias chicas a tiempo parcial como miembros, que formarían parte del proyecto Baito AKB. Las chicas participaron como miembros del grupo de octubre de 2014 a febrero de 2015.
El 17 de septiembre se celebró el quinto torneo Janken, con la sorpresa de que en esta ocasión la ganadora recibiría su propio sencillo en solitario. La vencedora fue Miyuki Watanabe, quien lanzaría su sencillo en solitario "Yasashiku Suru Yori Kisu wo Shite" el 24 de diciembre. El resto de chicas que quedaron en el top 16 del torneo cantan la canción B-side, "Harukaze Pianissimo".
El 8 de diciembre, durante la celebración del noveno aniversario del grupo, Minami Takahashi anunció que se graduaría justo un año después, el 8 de diciembre de 2015, durante el décimo aniversario del grupo, y que dejaría las funciones de capitana general y mánager a Yui Yokoyama.

### 2015: Rino Sashihara y su regreso al "trono"
Del 21 al 25 de febrero se celebró la Request Hour 2015, donde los fanes eligieron sus canciones favoritas de entre toda la discografía del grupo. Durante el evento se anunció el título del documental de SKE "Documentary of SKE48 Idol no Namida", el lanzamiento de los nuevos sencillos de SKE y NMB el mismo día, un tour nacional de jóvenes miembros y la creación de un nuevo grupo hermano, NGT48 (llamado así por estar basado en la prefectura de Niigata), cuyas elecciones empezarían en junio.
Durante el concierto de primavera de AKB, Rina Kawaei anunció su graduación, al verse incapaz de participar en handshakes tras el incidente del año anterior. También se cancelaron todas las concurrencias de los grupos japoneses (exceptuando a Nagisa Shibuya, Sayaka Yamamoto, Jurina Matsui, Sakura Miwayaki y Haruka Kodama), y se anunció la transferencia completa de Rie Kitahara a NGT48 como su futura capitana, y la concurrencia de Yuki Kashiwagi en AKB y NMB. Durante el concierto se produjo la primera actuación del nuevo sencillo "Bokutachi wa Tatakawanai", con Haruka Shimazaki como centro.
En la séptima elección senbatsu, de nuevo la ganadora fue Rino Sashihara. El 26 de agosto salió el sencillo "Halloween Night" con ella como chica centro.
En agosto se celebró la graduación de las miembros Rina Kawaei y Asuka Kuramoshi. También se anunció la disolución de la sub-unit French Kiss tras la graduación de esta última.
Durante el festival Janken fue anunciado el sencillo "Kuchibiru ni be My Baby". Este sería el último sencillo con Minami Takahashi como miembro del grupo y es la chica centro de la canción. La ganadora del torneo fue Nana Fujita, quien lanzó su sencillo en solitario "Migiashi Evidence" el 23 de diciembre.
El 8 de diciembre, se celebró el décimo aniversario del grupo. Las miembros graduadas Mariko Shinoda, Sayaka Akimoto, Tomomi Itano, Tomomi Kasai, Yuko Oshima y Atsuko Maeda participaron en la actuación del día. Durante el evento, Takahashi transfirió el cargo de líder y mánager de AKB48 y sus grupos hermanos a Yui Yokoyama. A pesar de que Minami Takahashi oficialmente se graduaría ese día, se decidió aplazar su graduación hasta el próximo año 2016.

### 2016: Nuevos récords y "la center del futuro"
Del 16 al 18 de enero se realizó el "Tandoku Request Hour", un evento en el cual puedes votar por tu tema favorito de AKB48, diferenciándose, por primera vez, de un "Request Hour" especial en el cual estarán todos los temas del universo que existen dentro del 48-G, existiendo, gracias a esto, 2 eventos tipo Request Hour.
El 21 de enero, Aki Takayo y Mariya Nagao se gradúan del grupo.
Los días 26 y 27 de marzo, se realiza el concierto de graduación de Minami Takahashi. Con la partida de Takahashi, se crea una "pared simbólica" que muestra un antes y un después dentro del grupo, por lo cual se generan muchas conversaciones al respecto de como debería llevarse el camino de ahora en adelante, ya que Minami además de ser la líder, era considerada "el alma de AKB".
El 1 de abril se lleva a cabo una presentación especial en conmemoración a los 10 años del Team K, ya que a comienzo de 2016 las últimas tres integrantes, Sae Miyazawa, Ayaka Umeda y Kana Kobayashi, dejan el grupo, dando fin a esta generación.
El 1 de junio sale a la venta "Tsubasa wa iranai", el nuevo sencillo que traerá los códigos de votación para las elecciones, cuya center es Mion Mukaichi. Se hablaba de que Mion pertenece al "futuro de AKB", sin embargo, y de palabras de la misma Mukaichi, "no desea ser el futuro del grupo, si no el presente". Su centerato en este sencillo reafirma la postura del "cambio de imagen" tras la partida de Takahashi.
Se crea un nuevo récord en las elecciones, Rino Sashihara es la única integrante en ganar 3 veces, y junto a Jessica Veranda de JKT48, las primeras en tener el "ni renpa" (ganar dos veces consecutivas).

### 2017: Rivalidad con grupos 46 y más allá...
A partir de 2017 el crecimiento exponencial de sus "rivales" de los grupos 46 de la misma factoría Akimoto y la falta de un centro clara empiezan a marcar el devenir de la formación.
En 2019 son cabeza de cartel en el Manga Barcelona, el evento más importante de cultura japonesa de España, siendo la primera vez en los últimos años que visitan un país no asiático. Una unidad de 8 integrantes visita la ciudad condal, donde se les une Emika Kamieda, excapitana del team BII de NMB48.

## Miembros
Yui Yokoyama es la mánager y líder de AKB48 y sus grupos hermanos.

### Team A
Yui Yokoyama y Mariko Nakamura son la capitana y cocapitana de este equipo respectivamente. El color asociado a este equipo es el rosa.
| Nombre (Fecha y lugar de nacimiento)                                | Puesto en la elección | Puesto en la elección | Puesto en la elección | Puesto en la elección | Puesto en la elección | Puesto en la elección |
| Nombre (Fecha y lugar de nacimiento)                                | 1                     | 2                     | 3                     | 4                     | 5                     | 6                     |
| ------------------------------------------------------------------- | --------------------- | --------------------- | --------------------- | --------------------- | --------------------- | --------------------- |
| Miyabi Iino (飯野 雅?) (29 de septiembre de 1997 en Tokio)          |                       |                       |                       |                       |                       | x                     |
| Manami Ichikawa (市川 愛美?) (26 de agosto de 1999 en Tokio)        |                       |                       | ×                     | ×                     | ×                     | x                     |
| Anna Iriyama (入山 杏奈?) (3 de diciembre de 1995 en Chiba)         |                       |                       | ×                     | ×                     | 30                    | 20                    |
| Karen Iwata (岩田 華怜?) (13 de mayo de 1998 en Miyagi)             |                       |                       |                       | ×                     | ×                     | x                     |
| Rina Kawaei (川栄 李奈 ?) (12 de febrero de 1995 en Kanagawa)       |                       |                       | ×                     | ×                     | 25                    | 16                    |
| Natsuki Kojima (小嶋 菜月?) (8 de marzo de 1995 en Chiba)           |                       |                       | ×                     | ×                     | ×                     | x                     |
| Haruna Kojima (小嶋 陽菜?) (19 de abril de 1988 en Saitama)         | 6                     | 7                     | 6                     | 7                     | 9                     | 8                     |
| Haruka Shimazaki (島崎 遥香?) (30 de marzo de 1994 en Saitama)      |                       | 28                    | ×                     | 23                    | 12                    | 7                     |
| Minami Takahashi (高橋 みなみ?) (8 de abril de 1991 en Tokio)       | 5                     | 6                     | 7                     | 6                     | 8                     | 9                     |
| Kayoko Takita (田北 香世子?) (13 de febrero de 1997 en Chiba)       |                       |                       |                       |                       |                       | ×                     |
| Makiho Tatsuya (達家 真姫宝?) (19 de octubre de 2001 en Tokio)      |                       |                       |                       |                       |                       | ×                     |
| Megu Taniguchi (谷口めぐ?) (19 de octubre de 2001 en Tokio)         |                       |                       |                       |                       |                       | ×                     |
| Chisato Nakata (中田 ちさと?) (8 de octubre de 1990 en Saitama)     | ×                     | ×                     | ×                     | 37                    | ×                     | x                     |
| Chiyori Nakanishi (中西 智代梨?) (12 de noviembre de 1998 en Tokio) |                       |                       |                       | ×                     | ×                     | ×                     |
| Mariko Nakamura (中村 麻里子?) (16 de diciembre de 1993 en Chiba)   |                       | ×                     | ×                     | ×                     | ×                     | x                     |
| Rena Nishiyama (西山 怜那?) (14 de enero de 2001 en Aomori)         |                       |                       |                       |                       |                       | ×                     |
| Nana Fujita (藤田 奈那?) (28 de diciembre de 1996 en Tokio)         |                       |                       | ×                     | ×                     | ×                     | x                     |
| Nao Furuhata (古畑奈 和?) 15 de septiembre de 1996 en Aichi)        |                       |                       |                       | ×                     | ×                     | 55                    |
| Ami Maeda (前田 亜美?) (1 de junio de 1995 en Tokio)                | ×                     | ×                     | 37                    | 42                    | 53                    | 70                    |
| Sakura Miyawaki (宮脇 咲良?) (19 de marzo de 1998 en Tokio)         |                       |                       |                       | 47                    | 26                    | 11                    |
| Tomu Mutō (武藤 十夢?) (11 de diciembre de 1994 en Tokio)           |                       |                       |                       | 49                    | 45                    | 24                    |
| Sakiko Matsui (松井 咲子?) (10 de diciembre de 1990 en Saitama)     | ×                     | ×                     | 38                    | 53                    | 60                    | x                     |
| Ayaka Morikawa (森川 彩香?) (24 de marzo de 1996 en Saitama)        |                       |                       | ×                     | ×                     | ×                     | x                     |
| Fūko Yagura (矢倉 楓子?) (24 de febrero de 1997 en Ōsaka)           |                       |                       |                       | ×                     | 44                    | 41                    |

### Team K
Minami Minegishi y Haruka Shimada son la capitana y cocapitana del equipo respectivamente. El color asociado a este equipo es el verde.
| Nombre (Fecha y lugar de nacimiento)                              | Puesto en la elección | Puesto en la elección | Puesto en la elección | Puesto en la elección | Puesto en la elección |    |
| Nombre (Fecha y lugar de nacimiento)                              | 1                     | 2                     | 3                     | 4                     | 5                     | 6  |
| ----------------------------------------------------------------- | --------------------- | --------------------- | --------------------- | --------------------- | --------------------- | -- |
| Moe Aigasa (相笠萌?) (6 de abril de 1998 en Kanagawa)             |                       |                       |                       | ×                     | ×                     | x  |
| Maria Abe (阿部 マリア?) (18 de noviembre de 1995 en Kanagawa)    |                       |                       | ×                     | ×                     | ×                     | x  |
| Haruka Ishida (石田 晴香?) (2 de diciembre de 1993 en Saitama)    | ×                     | 27                    | ×                     | 50                    | 46                    | 57 |
| Mayumi Uchida (内田 眞由美?) (27 de diciembre de 1993 en Tokio)   | ×                     | ×                     | ×                     | ×                     | ×                     | x  |
| Rie Kitahara (北原 里英?) (24 de junio de 1991 en Aichi)          | 13                    | 16                    | 13                    | 13                    | 21                    | 19 |
| Mako Kojima (小嶋真子?) (30 de mayo de 1997 en Tokio)             |                       |                       |                       |                       | ×                     | 26 |
| Haruka Kodama (兒玉 遥?) (19 de septiembre de 1996 en Fukuoka)    |                       |                       |                       | ×                     | 37                    | 21 |
| Kana Kobayashi (小林 香菜?) (17 de mayo de 1991 en Saitama)       | ×                     | ×                     | ×                     | 41                    | ×                     | x  |
| Moe Goto (後藤 萌咲?) (20 de mayo de 2001 en Aichi)               |                       |                       |                       |                       |                       | ×  |
| Haruka Shimada (島田 晴香?) (16 de Dic., 1992 en Shizuoka)        |                       | ×                     | ×                     | ×                     | ×                     | x  |
| Hinana Shimoguchi (下口 ひなな?) (19 de julio de 2001 en Chiba)   |                       |                       |                       |                       |                       | ×  |
| Shihori Suzuki (鈴木 紫帆里?) (17 de febrero de 1994 en Kanagawa) | ×                     |                       | ×                     | ×                     | ×                     | x  |
| Mariya Suzuki (鈴木 まりや?) (29 de abril de 1991 en Saitama)     | ×                     | ×                     | ×                     | ×                     | ×                     | x  |
| Yūka Tano (田野 優花?) (7 de marzo de 1997 en Tokio)              |                       |                       |                       | 45                    | 38                    | 45 |
| Mariya Nagao (永尾まりや?) (10 de marzo de 1994 en Kanagawa)      |                       |                       | ×                     | 39                    | 35                    | 65 |
| Jurina Matsui (松井 珠理奈?) (8 de marzo de 1997 en Aichi)        | 19                    | 10                    | 14                    | 9                     | 6                     | 4  |
| Miho Miyazaki (宮崎 美穂?) (30 de julio de 1993 en Tokio)         | 18                    | 21                    | 27                    | 38                    | ×                     | 78 |
| Sayaka Yamamoto (山本 彩?) (14 de julio de 1993 en Osaka          |                       |                       | 28                    | 18                    | 14                    | 6  |
| Ami Yumoto (湯本 亜美?) (3 de octubre de 1997 en Saitama)         |                       |                       |                       |                       |                       |    |
| Yui Yokoyama (横山 由依?) (8 de diciembre de 1992 en Kioto)       |                       | ×                     | 19                    | 15                    | 13                    | 13 |

### Team B
Yuria Kizaki y Ryoka Oshima son la capitana y la cocapitana del equipo respectivamente. El color asociado a este equipo es el azul.
| Nombre (Fecha y lugar de nacimiento)                                | Puesto en la elección | Puesto en la elección | Puesto en la elección | Puesto en la elección | Puesto en la elección |    |
| Nombre (Fecha y lugar de nacimiento)                                | 1                     | 2                     | 3                     | 4                     | 5                     | 6  |
| ------------------------------------------------------------------- | --------------------- | --------------------- | --------------------- | --------------------- | --------------------- | -- |
| Rina Izuta (伊豆田 莉奈?) (26 de noviembre de 1995 en Saitama)      |                       |                       | ×                     | ×                     | ×                     | x  |
| Natsuki Uchiyama (内山奈月?) (25 de septiembre de 1995 en Kanagawa) |                       |                       |                       |                       | ×                     | 63 |
| Ayano Umeta (梅田綾乃?) (20 de marzo de 1999 en Tokio)              |                       |                       |                       | ×                     | ×                     | x  |
| Misaki Iwasa (岩佐 美咲?) (30 de enero de 1995 en Chiba)            | ×                     | ×                     | ×                     | 33                    | 56                    | 49 |
| Ryōka Ōshima (大島 涼花?) (21 de octubre de 1998 en Kanagawa)       |                       |                       |                       | ×                     | ×                     | 80 |
| Shizuka Ōya (大家 志津香?) (28 de diciembre de 1991 en Fukuoka)     | ×                     | ×                     | 29                    | 59                    | ×                     | x  |
| Nana Owada (大和田南那?) (15 de septiembre de 1999 en Chiba)        |                       |                       |                       |                       |                       | ×  |
| Mayu Ogasawara (小笠原 茉由?) (11 de abril de 1994 en Osaka)        |                       |                       | x                     | 60                    | 54                    | 73 |
| Yūki Kashiwagi (柏木 由紀?) (16 de julio de 1991 en Kagoshima)      | 9                     | 8                     | 3                     | 3                     | 4                     | 3  |
| Saya Kawamoto (川本 紗矢?) (31 de agosto de 1998 en Hokkaido)       |                       |                       |                       |                       |                       | ×  |
| Aki Takajō (高城 亜樹?) (3 de octubre de 1991 en Tokio)             | 23                    | 13                    | 12                    | 17                    | 20                    | 26 |
| Juri Takahashi (高橋 朱里?) (3 de octubre de 1997 en Ibaraki)       |                       |                       |                       | ×                     | ×                     | 28 |
| Miyu Takeuchi (竹内 美宥?) (12 de enero de 1996 en Tokio)           |                       | ×                     | ×                     | ×                     | ×                     | x  |
| Miku Tanabe (田名部 生来?) (2 de diciembre de 1992 en Shiga)        | ×                     | ×                     | ×                     | ×                     | ×                     | 71 |
| Mio Tomonaga (朝長 美桜?) (17 de mayo de 1998 en Fukuoka)           |                       |                       |                       |                       | 59                    | 27 |
| Wakana Natori (名取 稚菜?) (7 de junio de 1995 en Tokio)            |                       |                       | ×                     | ×                     | ×                     | x  |
| Rena Nozawa (野澤玲奈?) (6 de mayo de 1998 en Nagoya)               |                       |                       |                       |                       |                       | x  |
| Hikari Hashimoto (橋本耀?) (17 de junio de 1997 en Kanagawa)        |                       |                       |                       |                       | ×                     | ×  |
| Rina Hirata (平田 梨奈?) (16 de julio de 1998 en Fukuoka)           |                       |                       |                       | ×                     | ×                     | x  |
| Seina Fukuoka (福岡聖菜?) (1 de agosto de 2000 en Kanagawa)         |                       |                       |                       |                       |                       | x  |
| Aeri Yokoshima (横島 亜衿?) (17 de diciembre de 1999 en Aichi)      |                       |                       |                       |                       |                       | x  |
| Mayu Watanabe (渡辺 麻友?) (26 de marzo de 1994 en Saitama)         | 4                     | 5                     | 5                     | 2                     | 3                     | 1  |

### Team 4
Juri Takahashi y Nana Okada son la capitana y la cocapitana del equipo respectivamente. El color asociado a este equipo es el amarillo.
| Nombre (Fecha y lugar de nacimiento)                               | Puesto en la elección | Puesto en la elección | Puesto en la elección | Puesto en la elección | Puesto en la elección |    |
| Nombre (Fecha y lugar de nacimiento)                               | 1                     | 2                     | 3                     | 4                     | 5                     | 6  |
| ------------------------------------------------------------------ | --------------------- | --------------------- | --------------------- | --------------------- | --------------------- | -- |
| Saho Iwatate (岩立沙穂?) (4 de octubre de 1994 en Kanagawa)        |                       |                       |                       | ×                     | ×                     | 66 |
| Rio Okawa (大川莉央?) (1 de marzo de 2001 en Tokio)                |                       |                       |                       |                       |                       | x  |
| Miyū Ōmori (大森 美優?) (3 de septiembre de 1998 en Kanagawa)      |                       |                       |                       | ×                     | ×                     | x  |
| Ayaka Okada (岡田彩花?) (6 de noviembre de 1998 en Tokio)          |                       |                       |                       | ×                     | ×                     | x  |
| Nana Okada (岡田奈々?) (7 de noviembre de 1997 en Kanagawa)        |                       |                       |                       |                       | ×                     | 51 |
| Rena Katō (加藤 玲奈?) (10 de julio de 1997 en Chiba)              |                       |                       | ×                     | ×                     | ×                     | 32 |
| Yuria Kizaki (木﨑 ゆりあ?) (11 de febrero de 1996 en Aichi)       |                       | x                     | ×                     | 31                    | 22                    | 23 |
| Saki Kitazawa (北澤早紀?) (6 de junio de 1997 en Aichi)            |                       |                       |                       | x                     | ×                     | x  |
| Riho Kotani (小谷 里歩?) (24 de agosto de 1994 en Kioto)           |                       |                       |                       | ×                     | ×                     | 61 |
| Marina Kobayashi (小林 茉里奈?) (19 de marzo de 1996 en Kagoshima) |                       | x                     | x                     | x                     | x                     | x  |
| Haruka Komiyama (込山榛香?) (12 de septiembre de 1998 en Chiba)    |                       |                       |                       |                       |                       | ×  |
| Yukari Sasaki (佐々木 優佳里?) (28 de agosto de 1995 en Saitama)   |                       |                       |                       | ×                     | ×                     | 47 |
| Kiara Sato (佐藤妃星?) (11 de agosto de 2000 en Chiba)             |                       |                       |                       |                       |                       | ×  |
| Shinozaki Ayana (篠崎彩奈?) (1 de agosto de 1996 en Saitama)       |                       |                       |                       | ×                     | ×                     | x  |
| Nagisa Shibuya (渋谷 凪咲?) (25 de agosto de 1996 en Osaka)        |                       |                       |                       |                       | ×                     | ×  |
| Mizuki Tsuchiyasu (土保瑞希?) (5 de octubre de 1996 en Tokio)      |                       |                       |                       |                       |                       | ×  |
| Miki Nishino (西野未姫?) 4 de abril de 1999 en Shizuoka)           |                       |                       |                       |                       | ×                     | ×  |
| Mitsuki Maeda (前田美月?) (5 de octubre de 1998 en Tokio)          |                       |                       |                       |                       | ×                     | ×  |
| Minami Minegishi (峯岸みなみ?) (15 de Nov., 1992 en Tokio)         | 16                    | 14                    | 15                    | 14                    | 18                    | 22 |
| Mion Mukaichi (向井地美音?) (29 de enero de 1998 en Saitama)       |                       |                       |                       |                       |                       | ×  |
| Yurina Takashima (高島祐利奈?) (25 de mayo de 1997 en Aichi)       |                       |                       |                       |                       | ×                     | 62 |
| Yuiri Murayama (村山彩希?) (15 de junio de 1997 en Kanagawa)       |                       |                       |                       | ×                     | ×                     | x  |
| Shinobu Mogi (もぎちゃん?) (16 de febrero de 1997 en Chiba)        |                       |                       | x                     | ×                     | ×                     | x  |

### Transferencias a grupos del extranjero (Sin team concurrente en AKB48)
| Nombre (Fecha y lugar de nacimiento)                          | Puesto en la elección | Puesto en la elección | Puesto en la elección | Puesto en la elección | Puesto en la elección | Puesto en la elección | Grupo |
| Nombre (Fecha y lugar de nacimiento)                          | 1                     | 2                     | 3                     | 4                     | 5                     | 6                     | Grupo |
| ------------------------------------------------------------- | --------------------- | --------------------- | --------------------- | --------------------- | --------------------- | --------------------- | ----- |
| Haruka Nakagawa (仲川 遥香?) (10 de febrero de 1992 en Tokio) | ×                     | 20                    | 24                    | 44                    |                       |                       | JKT48 |
| Rina Chikano (近野 莉菜?) (23 de abril de 1993 en Tokio)      | ×                     | ×                     | ×                     | ×                     | ×                     | x                     | JKT48 |

### Participaciones simultáneas
Las siguientes integrantes participan en más de un grupo simultáneamente.
- Haruka Kodama (HKT48 Team H y AKB48 Team K)
- Nagisa Shibuya (NMB48 Team BII y AKB48 Team 4)

### Kenkyūsei (Aprendices)
A marzo de 2015, no hay ninguna aprendiz en el grupo.

### Otros
- Miyu Takeuchi
- Sayaka Nakaya

## Discografía

### Sencillos Indies
| # | Título                                    | Fecha de lanzamiento | Ventas totales |
| - | ----------------------------------------- | -------------------- | -------------- |
| 1 | Sakura no Hanabiratachi (桜の花びらたち?) | 1 de febrero de 2006 | 46.274         |
| 2 | Skirt, Hirari (スカート、ひらり?)         | 7 de junio de 2006   | 20.609         |

### Sencillos
| #                            | Título | Fecha de lanzamiento     | Ventas ORICON   | Ventas de Billboard Japón |                 |                 |                 |
| DefStar Records              | DefStar Records | DefStar Records          | DefStar Records | DefStar Records           | DefStar Records | DefStar Records | DefStar Records |
| ---------------------------- | --- | ------------------------ | --------------- | ------------------------- | --------------- | --------------- | --------------- |
| 1                            | Aitakatta (会いたかった?) | 25 de octubre de 2006    | 55,308          | n/a                       |                 |                 |                 |
| 2                            | Seifuku ga Jama wo Suru (制服が邪魔をする?) | 31 de enero de 2007      | 21,989          | n/a                       |                 |                 |                 |
| 3                            | Keibetsu Shiteita Aijou (軽蔑していた愛情?) | 18 de abril de 2007      | 22,671          | n/a                       |                 |                 |                 |
| 4                            | BINGO ! | 18 de julio de 2007      | 25,611          | n/a                       |                 |                 |                 |
| 5                            | Boku no Taiyou (僕の太陽?) | 8 de agosto de 2007      | 28,840          | n/a                       |                 |                 |                 |
| 6                            | Yuuhi wo Miteiru ka? (夕陽を見ているか??) | 31 de octubre de 2007    | 18,429          | n/a                       |                 |                 |                 |
| 7                            | Romance de Irane (ロマンス、イラネ?) | 23 de enero de 2008      | 23,209          | n/a                       |                 |                 |                 |
| 8                            | Sakura no Hanabiratachi 2008 (桜の花びらたち2008?) | 27 de febrero de 2008    | 25,482          | n/a                       |                 |                 |                 |
| You de Be Cool!/KING RECORDS | |                          |                 |                           |                 |                 |                 |
| 10                           | Oogoe Diamond (大声ダイヤモンド?) | 22 de octubre de 2008    | 96,566          | n/a                       |                 |                 |                 |
| 11                           | 10nen Sakura (10年桜?) | 4 de marzo de 2009       | 124,700         | n/a                       |                 |                 |                 |
| 12                           | Namida Surprise! (涙サプライズ!?) | 24 de junio de 2009      | 168,826         | n/a                       |                 |                 |                 |
| 13                           | Iiwake Maybe (言い訳Maybe?) | 26 de agosto de 2009     | 145,776         | n/a                       |                 |                 |                 |
| 14                           | RIVER | 21 de octubre de 2009    | 260,553         | n/a                       |                 |                 |                 |
| 15                           | Sakura no Shiori (桜の栞?) | 17 de febrero de 2010    | 404,696         | n/a                       |                 |                 |                 |
| 16                           | Ponytail to Shushu (ポニーテールとシュシュ?) | 26 de mayo de 2010       | 740,291         | n/a                       |                 |                 |                 |
| 17                           | Heavy Rotation (ヘビーローテーション?) | 18 de agosto de 2010     | 880,761         | n/a                       |                 |                 |                 |
| 18                           | Beginner | 27 de octubre de 2010    | 1,039,362       | n/a                       |                 |                 |                 |
| 19                           | Chance no Junban (チャンスの順番?) | 8 de diciembre de 2010   | 694,042         | n/a                       |                 |                 |                 |
| 20                           | Sakura no Ki ni Narou (桜の木になろう?) | 16 de febrero de 2011    | 1,081,686       | n/a                       |                 |                 |                 |
| 21                           | Everyday, Kachuusha (Everyday、カチューシャ?) | 25 de mayo de 2011       | 1,608,299       | n/a                       |                 |                 |                 |
| 22                           | Flying Get (フライングゲット?) | 24 de agosto de 2011     | 1,625,849       | n/a                       |                 |                 |                 |
| 23                           | Kaze wa Fuiteiru (風は吹いている?) | 26 de octubre de 2011    | 1,457,113       | n/a                       |                 |                 |                 |
| 24                           | Ue Kara Mariko (上からマリコ?) | 7 de diciembre de 2011   | 1,304,903       | n/a                       |                 |                 |                 |
| 25                           | GIVE ME FIVE ! | 15 de febrero de 2012    | 1,436,519       | n/a                       |                 |                 |                 |
| 26                           | Manatsu no Sounds Good ! (真夏のSounds good !?) | 23 de mayo de 2012       | 1,822,220       | n/a                       |                 |                 |                 |
| 27                           | Gingham Check (ギンガムチェック?) | 29 de agosto de 2012     | 1,316,240       | n/a                       |                 |                 |                 |
| 28                           | UZA | 31 de octubre de 2012    | 1,262,707       | n/a                       |                 |                 |                 |
| 29                           | Eien Pressure (永遠プレッシャー?) | 5 de diciembre de 2012   | 1,206,054       | n/a                       |                 |                 |                 |
| 30                           | So Long! | 20 de febrero de 2013    | 1,132,853       | n/a                       |                 |                 |                 |
| 31                           | Sayonara Crawl (さよならクロール?) | 22 de mayo de 2013       | 1,955,162       | n/a                       |                 |                 |                 |
| 32                           | Koi Suru Fortune Cookie (恋するフォーチュンクッキー?) | 21 de agosto de 2013     | 1,479,036       | n/a                       |                 |                 |                 |
| 33                           | Heart Electric (ハート・エレキ?) | 30 de noviembre de 2013  | 1,282,830       | n/a                       |                 |                 |                 |
| 34                           | Suzukake no Ki no Michi de 'Kimi no Hohoemi wo Yumemiru' to Itteshimattara Bokutachi no Kankei wa Do Kawatte Shimaunoka, Bokunarini Nannichika Kangaeta Uedeno Yaya Hazukashii Ketsuron no Yona Mono. (鈴懸の木の道で「君の微笑みを夢に見る」 と言ってしまったら僕たちの関係はどう変わってしまうのか、 僕なりに何日か考えた上でのやや気恥ずかしい結論のようなもの?) | 11 de diciembre de 2013  | 1,081,658       | n/a                       |                 |                 |                 |
| 35                           | Mae shika mukanē (前しか向かねえ?) | 26 de febrero de 2014    | 1,115,616       | n/a                       |                 |                 |                 |
| 36                           | Labrador Retriever (ラブラドール・レトリバー?) | 21 de mayo de 2014       | 1,771,027       | n/a                       |                 |                 |                 |
| 37                           | Kokoro no Placard (心のプラカード?) | 27 de agosto de 2014     | 1,058,795       | n/a                       |                 |                 |                 |
| 38                           | Kibouteki Refrain (希望的リフレイン?) | 26 de noviembre de 2014  | 1,192,251       | n/a                       |                 |                 |                 |
| 39                           | Green Flash | 4 de marzo de 2015       | 1,001,393       | n/a                       |                 |                 |                 |
| 40                           | Bokutachi wa Tatakawanai (僕たちは戦わない?) | 20 de mayo de 2015       | 1,782,707       | n/a                       |                 |                 |                 |
| 41                           | Halloween Night (ハロウィンナイト) | 26 de agosto de 2015     | 1,328,885       | n/a                       |                 |                 |                 |
| 42                           | Kuchibiru ni Be my Baby (唇に Be My Baby) | 9 de diciembre de 2015   | 1,017,151       | n/a                       |                 |                 |                 |
| 43                           | Kimi wa Melody (君はメロディー?) | 9 de marzo de 2016       | 1,295,645       | 1,470,789                 |                 |                 |                 |
| 44                           | Tsubasa wa Iranai (翼はいらない?) | 1 de junio de 2016       | 1,519,387       | 2,507,403                 |                 |                 |                 |
| 45                           | LOVE TRIP/Shiawase o Wakenasai (しあわせを分けなさい?) | 31 de agosto de 2016     | 1,215,489       | 1,412,112                 |                 |                 |                 |
| 46                           | High Tension (ハイテンション?) | 16 de noviembre de 2016  | 1,209,637       | 1,469,811                 |                 |                 |                 |
| 47                           | Shoot Sign (シュートサイン?) | 15 de marzo de 2017      | 1,047,685       | 1,353,450                 |                 |                 |                 |
| 48                           | Negaigoto no Mochigusare (願いごとの持ち腐れ?) | 31 de mayo de 2017       | 1,385,393       | 2,649,234                 |                 |                 |                 |
| 49                           | ＃Sukinanda (#好きなんだ?) | 30 de agosto de 2017     | 1,109,501       | 1,493,543                 |                 |                 |                 |
| 50                           | 11gatsu no Anklet (11月のアンクレット?) | 22 de noviembre de 2017  | 1,125,239       | 1,533,025                 |                 |                 |                 |
| 51                           | Jabaja (ジャーバージャ?) | 14 de marzo de 2018      | 1,152,766       | 1,244,091                 |                 |                 |                 |
| 52                           | Teacher Teacher | 30 de mayo de 2018       | 1,661,038       | 1,812,868                 |                 |                 |                 |
| 53                           | Sentimental Train (センチメンタルトレイン?) | 19 de septiembre de 2018 | n/a             | n/a                       |                 |                 |                 |
| 54                           | NO WAY MAN | 28 de noviembre de 2018  | n/a             | n/a                       |                 |                 |                 |
| 55                           | Jiwaru DAYS (ジワるDAYS?) | 11 de marzo de 2019      | 1,262,820       | 1,299,871                 |                 |                 |                 |
| 56                           | Sustainable (サステナブル?) | 18 de septiembre de 2019 | n/a             | n/a                       |                 |                 |                 |
| 57                           | Shitsuren, Arigatou (失恋、ありがとう?) | 18 de marzo de 2020      | n/a             | n/a                       |                 |                 |                 |

### Sencillos Digitales
| 9 | Baby! Baby! Baby! | 13 de junio de 2008 | — |
| - | Dareka no Tame ni -What can I do for someone?- <Haishin Gentei Charity Song (誰かのために -What can I do for someone?- ＜配信限定チャリティソング>?) | 1 de abril de 2011  | — |
| - | Tenohira ga Kataru Koto (掌が語ること?) | 8 de marzo de 2013  | — |

### Álbumes recopilatorios
| #  | Título                                                                               | Fecha de lanzamiento    | Ventas ORICON | Ventas de Billboard Japón |
| -- | ------------------------------------------------------------------------------------ | ----------------------- | ------------- | ------------------------- |
| 1  | SET LIST 〜Greatest Songs 2006–2007〜 (SET LIST 〜グレイテストソングス 2006-2007〜?) | 1 de enero de 2008      | 53,583        | n/a                       |
| 2  | Kamikyokutachi (神曲たち?)                                                           | 7 de abril de 2010      | 565,117       | n/a                       |
| 3  | SET LIST ~Greatest Songs~ Kanzenban (SET LIST 〜グレイテストソングス〜 完全盤?)      | 14 de julio de 2010     | 170,861       | n/a                       |
| 4  | Koko ni Ita Koto (ここにいたこと?)                                                   | 13 de abril de 2011     | 884,280       | n/a                       |
| 5  | 1830m (1830m?)                                                                       | 15 de agosto de 2012    | 1,042,879     | n/a                       |
| 6  | Tsugi no Ashiato (次の足跡?)                                                         | 22 de enero de 2014     | 1,028,899     | n/a                       |
| 7  | Koko ga Rhodes da, Koko de Tobe! (ここがロドスだ、ここで跳べ!?)                      | 21 de enero de 2015     | 780,591       | n/a                       |
| 8  | 0 to 1 no Aida (0と1の間)                                                            | 18 de noviembre de 2015 | 715,109       | n/a                       |
| 9  | Thumbnail (サムネイル)                                                               | 25 de enero de 2017     | 632,615       | 695,063                   |
| 10 | Bokutachi wa, Anohi no Yoake wo Shitteiru (僕たちは、あの日の夜明けを知っている)     | 24 de enero de 2018     | 611,056       |                           |

### Álbumes en vivo
| #  | Título | Fecha de lanzamiento     | Ventas totales |
| -- | --- | ------------------------ | -------------- |
| 1  | Team A 1st Stage "PARTY ga Hajimaru yo" (チームA 1st Stage「PARTYが始まるよ」?)                                | 7 de marzo de 2007       | xxx            |
| 2  | Team A 2nd Stage "Aitakatta" (チームA 2nd Stage「会いたかった」?)                                              | 7 de marzo de 2007       | xxx            |
| 3  | Team A 3rd Stage "Dareka no Tame ni" (チームA 3rd Stage「誰かのために」?)                                      | 7 de marzo de 2007       | xxx            |
| 4  | Team K 1st Stage "PARTY ga Hajimaru yo" (チームK 1st Stage「PARTYが始まるよ」?)                                | 7 de marzo de 2007       | xxx            |
| 5  | Team K 2nd Stage "Seishun Girls" (チームK 2nd Stage「青春ガールズ」?)                                          | 7 de marzo de 2007       | xxx            |
| 6  | Team K 3rd Stage "Nonai Paradise" (チームK 3rd Stage「脳内パラダイス」?)                                       | 7 de marzo de 2007       | xxx            |
| 7  | Team A 5th Stage "Renai Kinshi Jourei" (チームA 5th Stage 「恋愛禁止条例」?)                                   | 11 de agosto de 2009     | xxx            |
| 8  | Team K 5th Stage "Saka Agari" (チームK 5th Stage 「逆上がり」?)                                                | 11 de agosto de 2009     | xxx            |
| 9  | Team B 4th Stage "Idol no Yoake" (チームB 4th Stage 「アイドルの夜明け」?)                                     | 11 de agosto de 2009     | xxx            |
| 10 | Team K 6th Stage "RESET" (チームK 6th Stage 「RESET」?)                                                        | 7 de agosto de 2010      | xxx            |
| 11 | Team B 5th Stage "Theater no Megami" (チームB 5th Stage 「シアターの女神｣?)                                    | 7 de agosto de 2010      | xxx            |
| 12 | Team A 6th Stage "Mokugekisha" (チームA 6th Stage ｢目撃者｣?)                                                   | 18 de septiembre de 2010 | xxx            |
| 13 | Team A 4th Stage "Tadaima Renaichuu" (チームA 4th Stage ｢ただいま 恋愛中｣?)                                    | 1 de enero de 2013       | xxx            |
| 14 | Team K 4th Stage "Saishuu Bell ga Naru" (チームK 4th Stage ｢最終ベルが鳴る｣?)                                  | 1 de enero de 2013       | xxx            |
| 15 | Team B 3rd Stage "Pajama Drive" (チームB 3rd Stage ｢パジャマドライブ｣?)                                        | 1 de enero de 2013       | xxx            |
| 16 | Himawarigumi 1st Stage "Boku no Taiyou" (ひまわり組 1st Stage ｢僕の太陽｣?)                                     | 1 de enero de 2013       | xxx            |
| 17 | Himawarigumi 2nd Stage "Yume wo Shinaseru Wake ni Ikanai" (ひまわり組 2nd Stage ｢夢を死なせるわけにいかない｣?) | 1 de enero de 2013       | xxx            |
| 18 | Team 4 1th Stage "Boku no Taiyou" (チーム4 1th Stage ｢僕の太陽｣?)                                              | 22 de enero de 2013      | xxx            |

## Filmografía

### Series
- Mendol ~Ikemen Idol~ (2008)
- Majisuka Gakuen (2010)
- Sakura kara no Tegami (2011)
- Majisuka Gakuen 2 (2011)
- Majisuka Gakuen 3 (2012)
- So Long! (2013)
- Fortune Cookies (2013)
- Sailor Zombie (2014)
- Majisuka Gakuen 4 (2015)
- Majisuka Gakuen 5 (2015)
- AKB Horror Night Adrenaline no Yoru (2015)

### Películas
- Densen Uta (2007)
- DOCUMENTARY of AKB48 to be continued "10 Nengo, Shoujo Tachi wa Ima no Jibun ni Nani o Omou Nodarou?" (2011)
- DOCUMENTARY of AKB48 Show must go on Shoujo-tachi wa Kizutsuki Nagara, Yume wo Miru (2012)
- DOCUMENTARY of AKB48 No flower without rain Shoujo Tachi wa Namida no Ato ni Nani wo Miru? (2013)
- DOCUMENTARY of AKB48 The Time Has Come (2014)

## Premios
Los premios más importantes recibidos por el grupo son:
| Año  | Ceremonia                    | Premio                        | Trabajo nominado     | Resultado |
| ---- | ---------------------------- | ----------------------------- | -------------------- | --------- |
| 2011 | 53rd Japan Record Award      | Premio Principal              | "Flying Get"         | Ganador   |
| 2011 | Billboard Japan Music Awards | Artista del Año               |                      | Ganador   |
| 2011 | Billboard Japan Music Awards | Top Artista Pop               |                      | Ganador   |
| 2011 | Billboard Japan Music Awards | Hot 100 del año               | "Everyday, Katyusha" | Ganador   |
| 2011 | Billboard Japan Music Awards | Hot 100 Single ventas del año | "Everyday, Katyusha" | Ganador   |

## Grupos hermanos
El productor de AKB48, Yasushi Akimoto, también ha creado otros grupos bajo el concepto "ídols que puedes conocer". Cada grupo hermano tiene un teatro en su ciudad, en Japón o en otros lugares de Asia y lanzan sus sencillos de manera individual.
El primer grupo hermano de AKB48 fue SKE48, se formó en 2008, y su teatro se encuentra en Sakae, Nagoya.
Posteriormente se formaron NMB48, con base en Namba, Osaka y HKT48, con base en Hakata, Fukuoka. En 2011, el primer grupo hermano extranjero, JKT48, fue anunciado. El grupo tiene su sede en Yakarta, Indonesia.
JKT48 fue seguido por otros dos grupos extranjeros: TPE48, con sede en Taipéi, Taiwán, y SNH48, con sede en Shanghái, China. TPE48 a pesar de ser anunciado hace bastante tiempo, recién en 2016 se confirma su creación, junto a BNK48 ubicado en Bangkok, Tailandia y MNL48 ubicado en Manila, Filipinas.
Otros grupos hermanos ya disueltos fueron SDN48, que estaba destinado a tener una imagen más madura, y OJS48, formado por hombres cuya edad media era de 65 años y que actualmente forman parte del equipo de seguridad del grupo.
Aparte de los grupos hermanos, AKB48 también tiene un grupo "rival oficial" llamado Nogizaka46. Creado en 2011, Nogizaka46 debe su nombre al edificio de Sony Music Japan.
Nogizaka46 a su vez, también creó un grupo hermano, Keyakizaka46, nacido a mediados de 2015.
Durante la Request Hour 2015 se anunció la creación de NGT48, un nuevo grupo hermano en Japón que tendrá base en Niigata.

## Caridad
Pocos días después del terremoto y Tsunami del 11 de marzo de 2011 de Japón, se anunció que AKB48, sus grupos hermanos y su productor Yasushi Akimoto donarían 500 millones de yenes
en ayuda a causa del terremoto de 2011. Una parte de los ingresos del próximo álbum de AKB48 también iría en ayuda. El grupo también pidió a los fanes a donar dinero a una
cuenta bancaria especial.
El 25 de marzo en el blog oficial de AKB48 informó de que una suma de más de 617 millones de Yenes habían sido donados a la Cruz Roja Japonesa.
El 1 de abril, el grupo lanzó un sencillo digital titulado "Dareka no Tame ni (¿Qué puedo hacer por alguien?)", Todas las ventas de este sencillo fueron donadas en ayuda al terremoto de 2011
y el Fondo de Ayuda para el tsunami. Su sencillo n°23 "Kaze wa Fuiteiru" se dedicó a las 2.011 víctimas del tsunami, la letra de la canción fue escrita con la intención de
animar a los japoneses que fueron afectados por el desastre del 11 de marzo.
En febrero de 2012, el grupo anunció otra donación a la Cruz Roja Japonesa, de más de 580 millones de yenes. Se informó de que hasta la fecha AKB48 había recaudado un total
de más de 1,25 billones de yenes en ayuda para el terremoto y el tsunami.